# Elias (wrestler)
Jeffrey Sciullo (* 22. listopadu 1987 Pittsburgh, Pensylvánie, USA) je americký profesionální zápasník a zpěvák. Nejznámější je jeho působení ve společnosti WWE pod jménem Elias.

## Profesionální wrestlingová kariéra

### Nezávislá scéna (2008-2014)
Kariéru začal na nezávislé scéně pro různé společnosti na severovýchodě USA. Zápasil především pro společnost International Wrestling Cartel (IWC) pod ringovým jménem "Heavy Metal Jesus" Logan Shulo. V této společnosti vyhrál Super Indy Championship a IWC World Heavyweight Championship.

### WWE

#### NXT (2014-2017)
Začátkem roku 2014 Sciullo podepsal smlouvu s WWE pod ringovým jménem Elias Samson. Ve vývojové show NXT debutoval 24. dubna 2014 v týmovém zápase s Buddym Murphym proti týmu The Ascension. Zápas prohráli. Samson byl pak po rok 2014 využíván pouze sporadicky, většinu zápasů měl proti tehdy známějším hvězdám jako Baron Corbin a většinu z nich prohrál.
V srpnu 2015 debutoval s novým gimmickem tuláka hudebníka. Do ringu začal vstupovat s kytarou. V prvním zápase s tímto gimmickem porazil Bulla Dempseyho. Samson pak vstoupil do týmového turnaje Dusty Rhodes Tag Team Classic, kde se spojil s Tuckerem Knightem, vyřadili je ovšem Dash Wilder a Scott Dawson. V epizodě NXT 23. prosince opět porazil Dempseyho. V následujících týdnech započal vítěznou sérii, když porážel wrestlery jako např. Steve Cutlera či Jesse Sorensena. Tu ukončil až 23. března 2016 Johnny Gargano, kterého po zápase Samson napadl, Gargana však zachránil Apollo Crews. To vedlo k zápasu mezi Samsonem a Crewsem na placené akci (PPV) NXT TakeOver: Dallas, který Samson prohrál. Zbytek roku zápasil s hvězdami jako Shinsuke Nakamura či Finn Bálor v zápasech, které většinou prohrál.
Poslední feud v NXT měl s Kassiusem Ohno. Feud vyvrcholil zápasem 29. března 2017 s podmínkou, že ten zápasník, který prohraje, musí opustit NXT. Samson zápas prohrál. Jen o týden později se během epizody NXT 5. dubna vrátil pod maskou a se jménem "El Vagabundo" (jeho přezdívka "The Drifter" španělsky). Prohrál zápas s Oney Lorcanem, který mu po zápase strhl masku a tím ho odhalil.

#### Raw (2017-2023)

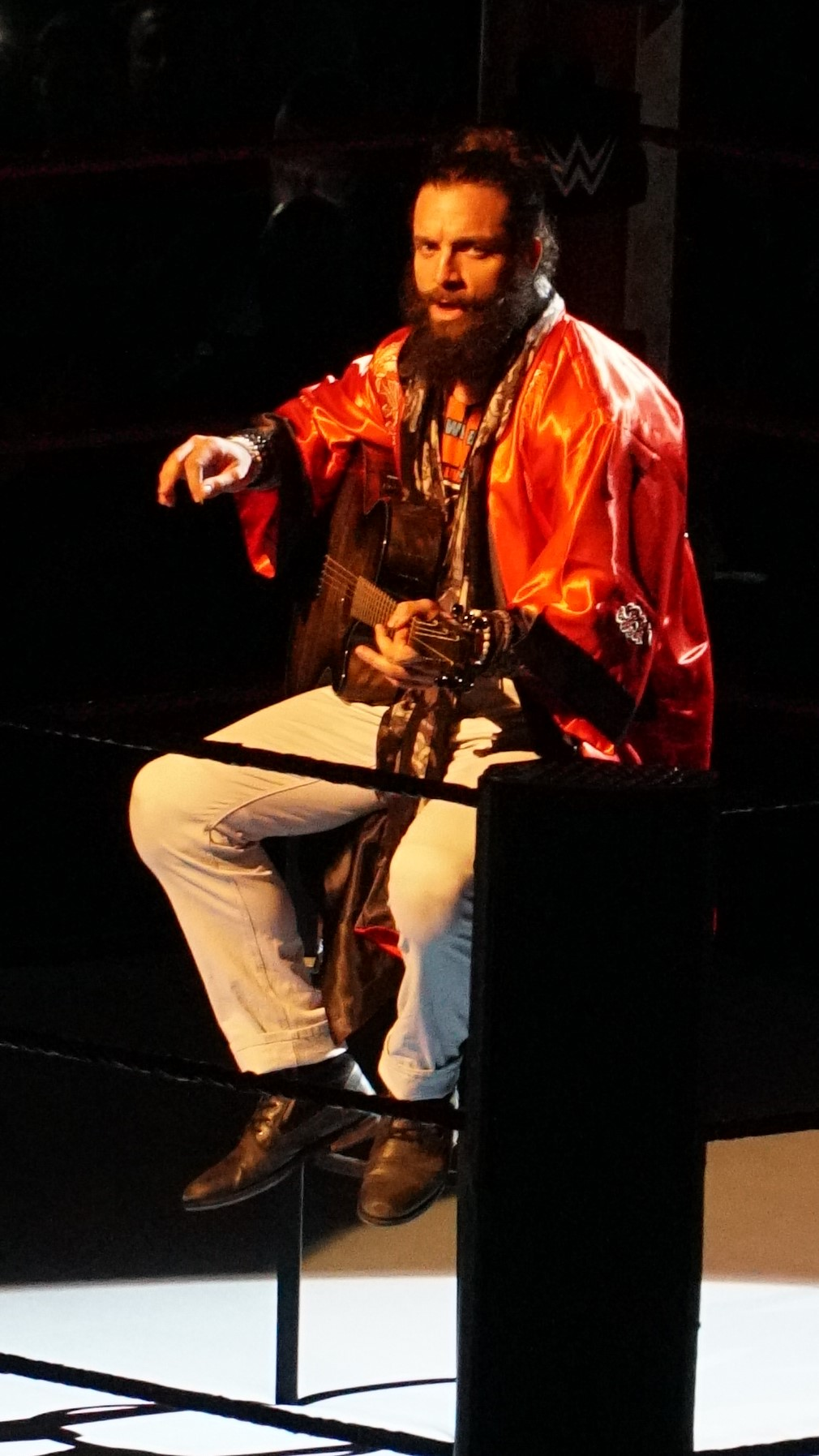
Elias během jednoho z jeho představení v show Raw v dubnu 2018

10. dubna 2017 debutoval v hlavním rosteru, konkrétně v show Raw, během krátkého segmentu ze zákulisí, během kterého hrál na kytaru. V takovýchto vystoupeních s kytarou a bez zápasu pokračoval i několik následujících týdnů. První zápas měl 22. května, když porazil Deana Ambroseho přes diskvalifikaci po zásahu The Mize. V červnu začal feud s Finnem Bálorem poté, co přerušil jedno z jeho vystoupení. Ve vzájemném zápase bez diskvalifikace Samson po zásahu Braye Wyatta vyhrál. Na konci července mu WWE zkrátila jméno na pouze Elias.
Elias poté začal feud s Jasonem Jordanem, který přerušil jeho vystoupení tím, že po něm házel zeleninu. To vedlo k jejich zápasu na placené akci (PPV) TLC: Tables, Ladders & Chairs. Elias zápas prohrál. 6. listopadu v show Raw s Jordanem opět prohrál a jejich feud tak skončil. O dva týdny později vyzval Romana Reignse o Intercontinental Championship, zápas ovšem prohrál.
28. ledna 2018 zápasil ve svém prvním Royal Rumble zápase na PPV stejného jména. Vstoupil do zápasu jako šestý účastník a vydržel 26 minut, než jej eliminoval John Cena. O měsíc později se účastnil Elimination Chamber zápasu o možnost vyzvat WWE Universal šampióna. Do zápasu vstoupil jako poslední, i tak byl ale eliminován Braunem Strowmanem. Na největší PPV roku, Wrestlemanii 34, se objevil v segmentu s Johnem Cenou. O tři týdny později se zúčastnil Royal Rumble zápasu na PPV Greatest Royal Rumble. V zápase, do kterého vstoupil z dvacáté pozice, vydržel přes 30 minut a eliminoval 5 zápasníků. Vyhrát se mu ale nepodařilo, jelikož ho eliminoval Bobby Lashley. Krátce poté začal feud se Sethem Rollinsem, který vyvrcholil zápasem o Intercontinental Championship na PPV Money in the Bank. Elias zápas prohrál.
V říjnu začal poprvé v kariéře ztvárňovat kladný charakter poté, co napadl heel Barona Corbina svou kytarou. V listopadu začal feud s Bobbym Lashleym a jeho manažerem Lio Rushem. Většinu prvotních zápasů s Lashleym prohrál, většinou však "nečistě" kvůli diskvalifikace, odpočítání mimo ring či zásahu Rushe. To vedlo k žebříkovému zápasu na PPV TLC, který Elias vyhrál, ale přesto ho Lashley napadl po zápase. Následující den v Raw se Elias Lashleymu pomstil a napadl ho kytarou a následně ho porazil v zápase s pravidly Street Fight.
Na PPV Royal Rumble 27. ledna 2019 vstoupil do Royal Rumble zápasu jako úplně první účastník. Zápas chtěl zahájit hudebním vystoupením, ovšem přerušil jej Jeff Jarrett, který mu nabídl duet. Elias přijal, ale poté napadl Jarretta kytarou a znova tak začal ztvárňovat záporný (heel) charakter. V samotném zápase následně vydržel patnáct minut než jej eliminoval Seth Rollins. Další den v Raw vystupoval už jako záporný charakter a urážel diváky, kterým vyčítal nedostatečné nadšení při jeho vystoupeních. Přerušili ho Jarrett a Road Dogg, které Elias následně oba napadl kytarou. V dubnu na Wrestlemanii 35 vystupoval jako speciální hudební host, během vystoupení jej však napadl John Cena. Další den v show Raw ho při vystoupení napadl The Undertaker.

#### Konec ve WWE
Dne 21. září 2023 byl společně s několika dalšími hvězdami propuštěn z WWE.

## Úspěchy a ocenění
- International Wrestling Cartel
  - IWC Super Indy Championship (1krát)[1][50]
  - IWC World Heavyweight Championship (1krát)[2][50]
- Pro Wrestling Illustrated
  - umístil Eliase na 69. místo v žebříčku PWI 500 v roce 2018[51]
- WWE
  - WWE 24/7 Championship (4krát)
  - Slammy Award (+krát)
  - WWE Year-End Award (1krát)
    - Breakout Superstar of the Year (2018)[52]